# Urs Schoettli
Urs Werner Schoettli (* 1948 in Basel) ist ein Schweizer Journalist und Publizist.

## Leben
Schoettli studierte Philosophie an der Universität Basel. Von 1978 bis 1982 war er Generalsekretär der Liberalen Internationale in London. Im Anschluss war er geschäftsführender Vizepräsident. Von 1983 bis 1989 war er Südasien-Korrespondent der Neuen Zürcher Zeitung (NZZ) in Delhi. Von 1990 bis 1995 wirkte er als Iberien-Repräsentant der FDP-nahen Friedrich-Naumann-Stiftung in Madrid. Von 1993 bis 1995 war er Sekretär (ehrenamtlich) der Grosseuropakommission. Es folgten Stationen für die NZZ in Hongkong, Tokio und Peking. Seit 2010 ist er als Asien-Berater tätig. Außerdem veröffentlichte er zahlreiche Bücher zum Thema.
Er ist Mitglied des Boards Internationaler Konsulenten des Internationalen Instituts für Liberale Politik Wien (IIP) und des Stiftungsrates der Max Schmidheiny-Stiftung an der Universität St. Gallen.

## Schriften (Auswahl)
- Indien. Profil einer alten Zivilisation an der Schwelle zum 21. Jahrhundert. Verlag Neue Zürcher Zeitung, Zürich 1987, ISBN 3-85823-182-7.
- 5mal Pakistan. Piper, München u. a. 1991, ISBN 3-492-15139-6.
- China – die neue Weltmacht. Schöningh, Paderborn u. a. 2007, ISBN 978-3-506-76405-8.
- Erfolg auf Japanisch. Business, Gesellschaft und Kultur im Land der aufgehenden Sonne. Orell Füssli, Zürich 2008, ISBN 978-3-280-05299-0.
- Indien. Profil einer neuen Grossmacht. Schöningh, Paderborn u. a. 2009, ISBN 978-3-506-76774-5.
- Geld, Gold und Geist. Vermögen und Reichtum in Asien. Verlag Zürcher Zeitung, Zürich 2011, ISBN 978-3-03823-675-7.